# Gi Uk-chol
Gi Uk-chol (ur. 9 grudnia 1989) – południowokoreański zapaśnik walczący w stylu klasycznym. Złoty medalista mistrzostw Azji w 2016. Szósty w Pucharze Świata w 2014. Dziesiąty na Uniwersjadzie w 2013, jako zawodnik Kyungnam University w Changwon.